# Скайлер (Небраска)
Скайлер (англ. Schuyler) — город и административный центр округа Колфакс в штате Небраска в Соединённых Штатах Америки. Город (как и округ) назван в честь бывшего вице-президента США (1869—1873) Скайлера Колфакса.
Согласно переписи 2020 года население города составляло 6547 человек, что заметно больше, чем было (6211) во время предыдущей переписи 2010 года.

## История
В начале 1860-х годов железная дорога, принадлежащая компании Union Pacific Railroad, достигла того места, где сейчас находится нынешний Скайлер, в то время известный как железнодорожная станция Шелл-Крик (англ. Shell Creek). Три года спустя Легислатура Небраски разделила большой округ Платт на три меньших округа, одним из которых стал округ Колфакс. В 1870 году станция Шелл-Крик была переименована в Скайлер.
В 1870 году Union Pacific выбрала город в качестве пункта, в котором крупный рогатый скот из Техаса, перегоняемый на север, будет загружаться в поезда. Таким образом, Скайлер стал первым «коровьим городом» Небраски. Однако последовавший за этим бум, в результате которого население города увеличилось в шесть раз (со 100 до 600 жителей) и через него прошло около 50 000 голов скота, был лишь временным: в следующем году конечная точка скотоводческого маршрута переместилась на запад в Кирни.
Первыми жителями города были чешские, ирландские и немецкие поселенцы. Поселение стало возможным благодаря географическому положению Скайлера, которое связало сообщество с рядом исторических сухопутных транспортных маршрутов.

## География
По данным Бюро переписи населения США, общая площадь города составляет 2,67 квадратных миль (6,92 км2), из которых 2,58 квадратных миль (6,68 км2) приходится на сушу и 0,09 квадратных миль (0,23 км2) — на водную поверхность.